# Yvonne Craig
Yvonne Joyce Craig (Taylorville, 16 mei 1937 – Pacific Palisades, 17 augustus 2015) was een Amerikaans balletdanseres en actrice. Haar bekendste rollen speelde ze als Batgirl in de televisieserie Batman en als de labiele Marta van de planeet Orion in de Star Trek-aflevering “Whom Gods Destroy”.

## Biografie
Craig werd in 1937 geboren in Taylorville. Haar eerste grote rol had ze in 1959 in The Young Land naast Dennis Hopper. Datzelfde jaar speelde ze nog in films naast Sandra Dee, Susan Kohner en Sal Mineo. In 1961 acteerde ze in By Love Possessed naast Lana Turner. In What Happened at the World's Fair in 1963 speelde ze een van de liefjes van Elvis Presley. Ook in Kissin' Cousins acteerde ze naast Elvis Presley. In de jaren 60 volgden grote televisierollen in Batman en Star Trek.
Craig overleed in 2015 op 78-jarige leeftijd aan de gevolgen van borstkanker. Het eerste van haar twee huwelijken was met zanger en acteur Jimmy Boyd en duurde twee jaar.

## Filmografie

### Films
- Diggin' Up Business (1990), als Lucille
- How to Frame a Figg (1971), als Glorianna Hastings
- In Like Flint (1967), als Natasha, de Ballerina
- One of Our Spies Is Missing (1966), als Wanda
- One Spy Too Many (1966), als Maude Waverly
- Ski Party (1965), als Barbara Norris
- Quick Before It Melts (1964), als Sharon Sweigert
- Advance to the Rear (1964), als Ora
- Kissin' Cousins (1964), als Azalea Tatum
- It Happened at the World's Fair (1963), als Dorothy Johnson
- Vrouwen achter prikkeldraad (oorspronkelijke titel: 7 Women from Hell) (1961), als Janet Cook
- Onteerd (oorspronkelijke titel: By Love Possessed) (1961), als Veronica Kovacs
- High Time (1960), als Randy 'Scoop' Pruitt
- The Gene Krupa Story (1959), als Gloria Corregio
- The Young Land (1959), als Elena de la Madrid
- Gidget (1959), als Nan
- Eighteen and Anxious (1957), als Gloria Dorothy McCormick

### Televisiefilms
- Jarrett (1973), als Luluwa

### Televisieseries
- Olivia (2009-2011), als Grandma
- Fantasy Island (1983), als Cindy
- Starsky and Hutch (1979), als Carol
- De Man van Zes Miljoen (oorspronkelijke titel: The Six Million Dollar Man), (1977) als Lena Bannister
- Holmes and Yo-Yo, (1976) als Sherri
- Emergency! (1974), als Edna Johnson
- Kojak (1973), als Liz
- The Magician (1973), als Dr. Nora Zabriskie
- Mannix (1969-1973), als Ada Lee Reddick Hayes / Mrs. Diana Everett
- Love, American Style (1969-1972), als Kathy / Helen / Janet / June
- The Partners (1971-1972), als Michelle / Denise / Jessica
- O'Hara, U.S. Treasury (1972), als Inez Malcolm
- Three Coins in the Fountain (1970), als Dorothy
- Land of the Giants (1970), als Berna
- The Courtship of Eddie's Father (1970), als Maryanne Atwater
- The Good Guys (1969), als Dr. Cummings
- Star Trek (1969), als Marta
- The Mod Squad (1968), als Tara Chapman / Lila Mason
- It Takes a Thief (1968), als Roxanne
- The Ghost & Mrs. Muir (1968), als Gladys Zimmerman
- Batman (1967-1968), als Batgirl / Barbara Gordon
- Batgirl (1967), als Batgirl / Barbara Gordon
- Mars Needs Women (1967), als Dr. Marjorie Bolen
- My Three Sons (1966), als Vickie Malone
- Mister Roberts (1966), als Carol Jennings
- The Wild Wild West (1966), als Ecstasy La Joie
- The Big Valley (1965), als Allie Kay
- Ben Casey (1965), als Mary Dyboski Carter
- My Favorite Martian (1965), als Louise
- Kentucky Jones (1965), als Shirley
- The Man from U.N.C.L.E. (1965), als Cecille Bergstrom
- McHale's Navy (1965), als Nurse Suzie Clayton
- Voyage to the Bottom of the Sea (1964), als Carol
- Tom, Dick and Mary (1964), als Louise Meeker
- Wagon Train (1964), als Ellie Riggs
- Channing (1964), als Kathy O'Reardon
- Dr. Kildare (1964), als Carol Devon
- 77 Sunset Strip (1960-1964), als Tina Nichols / Willie Miller / Kristan Royal / Luanna Staunton
- Vacation Playhouse (1963), als Abby Young
- Sam Benedict (1962-1963), als Amy Vickers / Angela Larkin
- Wide Country (1962), als Anita Callahan
- The Many Loves of Dobie Gillis (1959-1962), als Linda Sue Faversham / Elspeth Hummaker / Hazel Grimes / Myrna Lomax / Aphrodite Millican / Girl #1
- The Dick Powell Show (1962), als Mary Langdon
- Death Valley Days (1962), als Emma
- Laramie (1962), als Ginny Malone
- I'm Dickens, He's Fenster (1962), als Hillary
- The New Breed (1962), als Louise Pittman / Edna Pittman
- Follow the Sun (1962), als Veronica St John
- The Gertrude Berg Show (1961), als Sally
- Ichabod and Me (1961), als Liza Halliday
- Margie (1961), als Cynthia
- Hot Off the Wire (ook wel: The Jim Backus Show) (1961), als Debbie
- Michael Shayne (1961), als Nan Palmer
- The Aquanauts (1961), als Kathy
- Tales of Wells Fargo (1961), als Libby Gillette
- Peter Loves Mary (1961), als Darcy Robinson
- The Detectives (1961), als Ivy
- The Barbara Stanwyck Show (1960), als Susan Mowry
- Checkmate (1960), als Judy
- The Chevy Mystery Show (1960), als Carolyn
- Hennesey (1960), als Nurse Harriet Burns
- Man with a Camera (1960), als Jo Stokes
- Mr. Lucky (1959), als Beverly Mills
- The DuPont Show with June Allyson (1959), als Annie
- Philip Marlowe (1959), als Connie
- Bronco (1959), als Stephanie Kelton
- Perry Mason (1958), als Patricia Faxon
- Schlitz Playhouse of Stars (1958), als Suzanne Stacey / Helen Meade